# Хаворт (Њу Џерзи)
Хаворт (енгл. Haworth) град је у америчкој савезној држави Њу Џерзи.

## Демографија
По попису из 2010. године број становника је 3.382, што је 8 (-0,2%) становника мање него 2000. године.
| Група             | 2000.         | 2010.         |
| Белци             | 2.909 (85,8%) | 2.735 (80,9%) |
| Афроамериканци    | 41 (1,2%)     | 39 (1,2%)     |
| Азијати           | 312 (9,2%)    | 402 (11,9%)   |
| Хиспаноамериканци | 92 (2,7%)     | 148 (4,4%)    |
| Укупно            | 3.390         | 3.382         |